# Thomas Lange (Künstler)
Thomas Lange (* 9. Juni 1957 in Berlin) ist ein deutscher Künstler.

## Leben
Lange wurde 1957 in Berlin geboren und studierte Malerei an der HdK Berlin (heute UdK) bei Wolfgang Petrick. 1982 wurde er Meisterschüler von Herbert Kaufmann und erhielt ein Jahr später ein Stipendium der Karl-Schmidt-Rottluff-Stiftung. 1986 bekam Lange einen Lehrauftrag an der Universität Marburg und für 1988/89 an der HdK Berlin. Den italienischen Kunstpreis Primo Premio Suzzara (Mantua) gewann er 2001 und wurde in diesem Jahr Dozent an der Sommerakademie „Schwäbischer Kunstsommer“, Kloster Irsee. Mit weiteren regelmäßigen Lehrtätigkeiten wurde Lange seit 2004 an der Reichenhaller Akademie betraut. 2005 realisierte er den Orgel-Prospekt „Barmherzigkeit und Befreiung“ in der Kirche St. Kilian des Juliusspitals in Würzburg. Ein weiteres Auftragswerk ist die Bilderserie aus dem Leben Jesu für das Mittelschiff vor Apsis und Barockaltar der Neumünsterkirche in Würzburg. 
Lange lebt und arbeitet in Berlin und Italien. Er ist mit dem Bildhauer Mutsuo Hirano verheiratet.

## Werk
Die künstlerische Entwicklung Thomas Langes hat ihren Anfang in der zweiten Hälfte der 1970er Jahre in der sogenannten Underground-Szene des damaligen West-Berlins und setzt sich in den frühen 1980er Jahren in den Experimenten der als die „Jungen Wilden“ titulierten jüngeren Künstlergeneration fort, die einen Teil der Bewegung des deutschen Neoexpressionismus darstellt. In zahlreichen Ausstellungen zeigte er seine Arbeiten während und nach seiner Studienzeit nicht nur in Deutschland, sondern auch in Italien, Frankreich, Belgien und den USA.
Während der gesamten Zeit seines bisherigen künstlerischen Schaffens versuchte Lange, sich dem Einfluss von Avantgardismen und Vorgaben des zeitgenössischen Kunstbetriebs zu entziehen. Immer waren es eigenwillige Schöpfungen vor dem Hintergrund italienischer Bildkultur (Masaccio, Masolino, Lippi) sowie Porträts von Menschen aus seinem Umfeld, die er als emblematische Figuren in diffuse Traumlandschaften setzt, womit er sich einem symbolischen und visionären Realismus anschließt.

## Ausstellungen (Auswahl)
- 1975: Selektion Berlin* 1986: Neuer Berliner Kunstverein in der Akademie der Künste, Berlin.
- 1983: Zum Thema: G. L. Gabriel, Thomas Lange [dieser Katalog erscheint aus Anlass der Ausstellung "Zum Thema: G. L. Gabriel und Thomas Lange" in der Galerie Eva Poll, Berlin vom 30. Mai - 26. Juni 1983], Galerie Eva Poll, Berlin West 1983, DNB 840459939.
- 1984 / 1985: „T. Lange“ 27.11.1984 - 15.01.1985 Galerie Zellermayer, Fasanenstraße / Ludwigkirchstraße 14, Berlin West.
- 1987: „Androgyn“, Kunstverein Hannover; „Arte Murale“, Frasso Telesino, Italien
- 1992: „Erinnerung Fiktion“, Kunsthalle Budapest; „Fresken“, Salone Via Romana, Florenz
- 1993: „Zeichnungen und so weiter“, 25 Jahre Galerie Eva Poll, Berlin; „Europese Ontmoetingen“, Elzenveld, Antwerpen
- 1994: Arbeit an Terracottareliefs für einen Schulneubau, Berlin; „A Painting Show“, Deweer Art Gallery, Otegem
- 1999: „Die Vertreibung aus dem Paradies“, Gustav-Lübcke-Museum, Hamm; „Rocca di Umbertide Oro e Nero“, Palazzo die sette Orvieto; „Ausgewählte Arbeiten auf Papier aus der Sammlung des Deutschen Bundestages“, Kunst – und Ausstellungshalle der BRD, Bonn
- 1999–2000: Kunstverein Würzburg, Kunstverein Uelzen, Zellermayer Galerie Berlin, Galerie Jahn, Landshut2000 "Wer die Vergangenheit nicht vergisst, schaut in die Zukunft
- 2005: „Dopo Caravaggio – La Passione E La Morte“, Museo Nazionale, Palazzo Venezia, Roma; Museum voor Moderne Kunst, Ostende, „Soul“, St. Paulus-Dom zu Münster, „Pietá und Auferstehung“, Altartriptychon in der Südlichen Turmkapelle; „Barmherzigkeit und Befreiung“, St. Kilianskirche im Julius Spital, Würzburg, Einweihung des Altartriptychons der neuen Orgel, Palazzo Vescovile, Acquapendente, „Dopo Caravaggio – La Passione E La Morte“
- 2006: „Caravaggio. La Morte E La Passione“, Museum am Dom, Würzburg; Palazzo Vescovile Aquapendente, Aquapendente
- 2007: „Caravaggio. La Vita E La Morte“,Galerie Deweer, Ottegem; „Genesi Würth e Melodia Apocalittica“, Art Forum Würth, Capena/Rom
- Thomas Lange – die Mysterien der Arbeit. Ausstellung Thomas Lange – Die Mysterien der Arbeit, 24. Juni – 2. September 2001 in der DASA-Galerie der Bundesanstalt für Arbeitsschutz und Arbeitsmedizin, Dortmund 2001, ISBN 978-3-88261-801-3.
- Thomas Lange. Arbeiten seit den 70ern bis heute, Berlin 2011, ISBN 978-3-931759-29-2.
- 2008 Bilder Notvendighet Galerie Würth Hagan Norway und Eine Retrospektive Kunstforum Würth Tornhout Belgien
- 2009 Melodia Apocalittica Museo dell?Opera del Duomo d´Orvieto IT e Museo Civico Spoleto IT Ad im Wunderland Galerie Zellermayer Berlin DE
- 2010  Vera Icona (mit Hirano) Chiesa d San Crescentino Morra IT Enzo Cucchi - Thomas Lange Il Frantoio Capalbio IT Melodia Apocalittica MAD Würzburg
- 2011    Thomas Lange 1974 -2011  Galerie Poll berlin DE
- 2012    Golgota  Museo Diocesano Brescia IT
- 2013   Golgota Palazzo Collicola-Museo arti visive  Spoleto IT und Museum Burg  Miltenberg DE Thomas Lange Fondazione MUDIMA Milano IT
- 2014   Vuoto Fondazione VOLUME Rom IT Kunst Bauen (mit Hirano) Haus der Architekten Düsseldorf DE
- 2015   MLZ Art Dep  Trieste IT Burkardus Haus ( mit Palladino , Willikens u. a. )  Thomas Lange Museum Kartause Astheim DE Zoovin Castel Giorgio IT
- 2016   Fastentuch (mit Hirano) St. Wolfgang Regensburg DE
- 2017   Abendmahl ST. Andrea Karlstadt DE ZAC  Palermo IT Non Sporcare il Fiume Museo della Ceramica  Montelupo fiorentino IT
- 2017    Signa Veritatis ( mit Hirano ) Museo Diocesano Pitigliano IT
- 2018   Gloria ( mit Hirano Regensburg DE)  Spital SMMAVE Neapel IT  Fondazione 107 Turin IT Biennale dßOrvieto/ Viterbo IT
- 2018   Tecnica mista su carta Il Frantoio Capalbio IT